# Lista över Medelpads runinskrifter
Följande är en lista över Medelpads runinskrifter:
| Namn                       | Typ                         | Tillkomsttid | Plats                       | Socken   | Kommun    | Läge                 | RAÄ-nummer | Bild |
| -------------------------- | --------------------------- | ------------ | --------------------------- | -------- | --------- | -------------------- | ---------- | ---- |
| M 1 Nolbystenen/Burestenen | Runsten                     | vikingatid   | Nolby                       | Njurunda | Sundsvall | 62.291944, 17.360943 | 116:1      |      |
| M 2                        | Runstensfragment            | vikingatid   | Njurunda kyrka              | Njurunda | Sundsvall | 62.257153, 17.373571 | 807        |      |
| M 3 Bergastenen            | Runsten                     | vikingatid   | Berga                       | Njurunda | Sundsvall | 62.270799, 17.410775 | 173:1      |      |
| M 4                        | Runstensfragment            | vikingatid   | Attmarby, vid Attmars kyrka | Attmar   | Sundsvall | 62.312478, 17.055022 | 4:2        |      |
| M 5                        | Runsten                     | vikingatid   | Attmarby, vid Attmars kyrka | Attmar   | Sundsvall | 62.312480, 17.054833 | 4:1        |      |
| M 6 Målastenen             | Runsten                     | vikingatid   | Målsta                      | Tuna     | Sundsvall | 62.314037, 17.103359 | 14:1       |      |
| M 7                        | Runstensfragment            | vikingatid   | Tuna kyrka                  | Tuna     | Sundsvall | 62.327486, 17.065603 | 4:1        |      |
| M 8 Skölestenen            | Runsten                     | vikingatid   | Sköle, Tuna hembygdsgård    | Tuna     | Sundsvall | 62.359714, 17.036205 | 2:1        |      |
| M 9                        | Runsten försvunnen          | vikingatid   | Selångers kyrkogård         | Selånger | Sundsvall | 62.4054, 17.2087     | -          |      |
| M 10 Selångerstenen        | Runsten                     | vikingatid   | Selångers kyrkoruin         | Selånger | Sundsvall | 62.405458, 17.208640 | 86:2       |      |
| M 11                       | Runsten                     | vikingatid   | Högom                       | Selånger | Sundsvall | 62.400702, 17.257731 | 1:2        |      |
| M 12                       | Runsten försvunnen          | vikingatid   | Silje                       | Selånger | Sundsvall | 62.4225, 17.184      | -          |      |
| M 13 Oxstastenen           | Runstensfragment            | vikingatid   | Oxsta                       | Selånger | Sundsvall | 62.435589, 17.161695 | 17:1       |      |
| M 14                       | Runsten                     | vikingatid   | Byn                         | Sättna   | Sundsvall | 62.455092, 17.132695 | 7:1        |      |
| M 15                       | Runsten                     | vikingatid   | Sköns kyrka                 | Skön     | Sundsvall | 62.447912, 17.352459 | 70:1       |      |
| M 16                       | Runstensfragment            | vikingatid   | Sköns kyrka                 | Skön     | Sundsvall | 62.447912, 17.352459 | 70:2       |      |
| M 17                       | Runstensfragment försvunnet | vikingatid   | Sköns kyrka                 | Skön     | Sundsvall | 62.448, 17.3527      | -          |      |
| M 18                       | Runsten försvunnen          | vikingatid   | Timrå kyrka                 | Timrå    | Timrå     | 62.4761, 17.3158     | -          |      |